# Kalmioes
De Kalmioes (Кальміус) is een rivier in Oekraïne. De rivier loopt onder meer door Donetsk. De rivier ontspringt bij de stad Jasynoevata en mondt uit in de Zee van Azov bij Marioepol.
De rivier  bepaalt mede het (micro)klimaat in het steppengebied dat de rivier omgeeft. De Kalmioes is 209 km lang en heeft een stroomgebied van 5070 km².
Kalmioes was tevens de naam van een zestiende-eeuws fort dat later de stad Marioepol werd.